# بییارکایو د مرینداد د کاستییا لا بیخا
بییارکایو د مرینداد د کاستییا لا بیخا (به اسپانیایی: Villarcayo de Merindad de Castilla la Vieja) یک شهرستان در اسپانیا است که در استان بورگس واقع شده‌است.

## خصوصیات
بییارکایو د مرینداد د کاستییا لا بیخا ۱۵۰ کیلومترمربع مساحت و ۴٬۸۰۰ نفر جمعیت دارد.